# 重修
重修，即在学生某门课程学习结束后，未达到该课程的及格标准，且补考未通过（部分学校的部分课程不设补考），则需要通过重修来重新学习此门课程，重修合格后才能获得相应学分。各大高校对于重修的教学规定往往是类似的。重修制度的设立，给学业有困难的学生提供了重新学习以弥补学分的渠道，同时，它也可以为出国深造或读研的学生提供了提高成绩绩点的方法。

## 另外參看
- 开放教育资源
- 全方位课程设计